# Sistema Globalmente Harmonizado de Classificação e Rotulagem de Produtos Químicos

O pictograma para substâncias nocivas do Sistema Mundial Harmonizado de Classificação e Rotulagem de Produtos Químicos.

O Sistema Globalmente Harmonizado de Classificação e Rotulagem de Produtos Químicos (GHS) é um padrão acordado internacionalmente gerenciado pelas Nações Unidas que foi criado para substituir a variedade de esquemas de classificação e rotulagem de materiais perigosos usados anteriormente em todo o mundo. Os principais elementos do GHS incluem critérios padronizados de teste de perigo, pictogramas de advertência universais e fichas de dados de segurança que fornecem aos usuários de mercadorias perigosas informações relevantes com organização consistente. O sistema atua como um complemento ao sistema numerado da ONU de transporte regulamentado de materiais perigosos. A implementação é gerenciada pelo Secretariado da ONU. Embora a adoção tenha demorado, a partir de 2017, o sistema foi promulgado em extensão significativa na maioria dos principais países do mundo.  Isso inclui a União Europeia, que implementou o GHS das Nações Unidas na legislação da UE como o Regulamento CLP, e os padrões da Administração de Segurança e Saúde Ocupacional dos Estados Unidos.
O Brasil estabeleceu um prazo de implementação de fevereiro de 2011 para substâncias e junho de 2015 para misturas.

## História
Antes da criação e implementação do Sistema Globalmente Harmonizado de Classificação e Rotulagem de Produtos Químicos (GHS), havia muitos regulamentos diferentes sobre classificação de perigos em uso em diferentes países, resultando em vários padrões, classificações e rótulos para o mesmo perigo. Dado o comércio internacional de US$ 1,7 trilhão por ano de produtos químicos que exigem classificação de perigo, o custo da conformidade com vários sistemas de classificação e rotulagem é significativo. O desenvolvimento de um padrão mundial aceito como alternativa aos sistemas locais e regionais apresentou uma oportunidade para reduzir custos e melhorar a conformidade.
O desenvolvimento do GHS começou na Conferência do Rio sobre Meio Ambiente e Desenvolvimento de 1992 pelas Nações Unidas, chamada de Cúpula da Terra (1992), quando a Organização Internacional do Trabalho (OIT), a Organização para Cooperação e Desenvolvimento Econômico (OCDE), vários governos e outras partes interessadas concordaram que "Um sistema de classificação de perigo e rotulagem compatível harmonizado globalmente, incluindo fichas de dados de segurança de materiais e símbolos facilmente compreensíveis devem estar disponíveis, se possível, até o ano 2000".
O padrão universal para todos os países era substituir todos os diversos sistemas de classificação; no entanto, não é uma disposição obrigatória de nenhum tratado. O GHS fornece uma infraestrutura comum para os países participantes usarem ao implementar uma classificação de perigo e um Padrão de Comunicação de Perigos.

## Pictogramas de perigo

GHS01 - Bomba Explodindo - Explosivo.
GHS02 - Chama - Inflamável
GHS03 - Chama no Círculo - Oxidante
GHS04 - Cilindro de Gás - Gás Pressurizado
GHS05 - Corrosão - Corrosivo.
GHS06 - Caveira e Ossos Cruzados - Veneno ou perigo de morte.
GHS07 - Ponto de exclamação - nocivo a pele, se inalado, prova irritação, sonolência ou vertigem, etc.
GHS08 - Perigo para a saúde - mutagênico, cancerígeno, tóxico para a reprodução
GHS09 - Meio Ambiente - Nocivo ao meio ambiente.

## Requisitos de teste
O GHS geralmente se submete à Agência de Proteção Ambiental dos Estados Unidos e à OCDE para fornecer e verificar os requisitos de teste de toxicidade para substâncias ou misturas. De um modo geral, os critérios do GHS para determinar os perigos para a saúde e o ambiente são neutros em termos de métodos de ensaio, permitindo diferentes abordagens, desde que sejam cientificamente sólidas e validadas de acordo com procedimentos e critérios internacionais já referidos nos sistemas existentes. Os dados de ensaio já produzidos para a classificação de produtos químicos nos sistemas existentes devem ser aceites na classificação desses produtos químicos no GHS, evitando assim a duplicação de ensaios e a utilização desnecessária de animais de ensaio.
 

No que respeita aos perigos físicos, os critérios de ensaio estão ligados a métodos de ensaio específicos da ONU.